# Troglohyphantes confusus
Troglohyphantes confusus är en spindelart som beskrevs av Josef Kratochvíl 1939. Troglohyphantes confusus ingår i släktet Troglohyphantes och familjen täckvävarspindlar. Inga underarter finns listade i Catalogue of Life.